# Arenaria (fugl)
Arenaria er en slægt af vadefugle. Slægten omfatter bare to arter i verden. I Danmark er stenvender en sjælden yngletrækfugl, men en ret almindelig trækgæst fra Fennoskandinavien. Navnet Arenaria kommer af det latinske arena = 'sand'.